# لوران لويس
لوران لويس هو كاتب سير ذاتية وسياسي بلجيكي، ولد في 29 فبراير 1980 في بلجيكا. حزبياً، نشط في الحركة الإصلاحية ‏. وقد انتخب عضو مجلس النواب من بلجيكا خلال فترته النيابية ‏ (13 يونيو 2010 – 25 مايو 2014).